# دهه ۴۶۰ (پیش از میلاد)

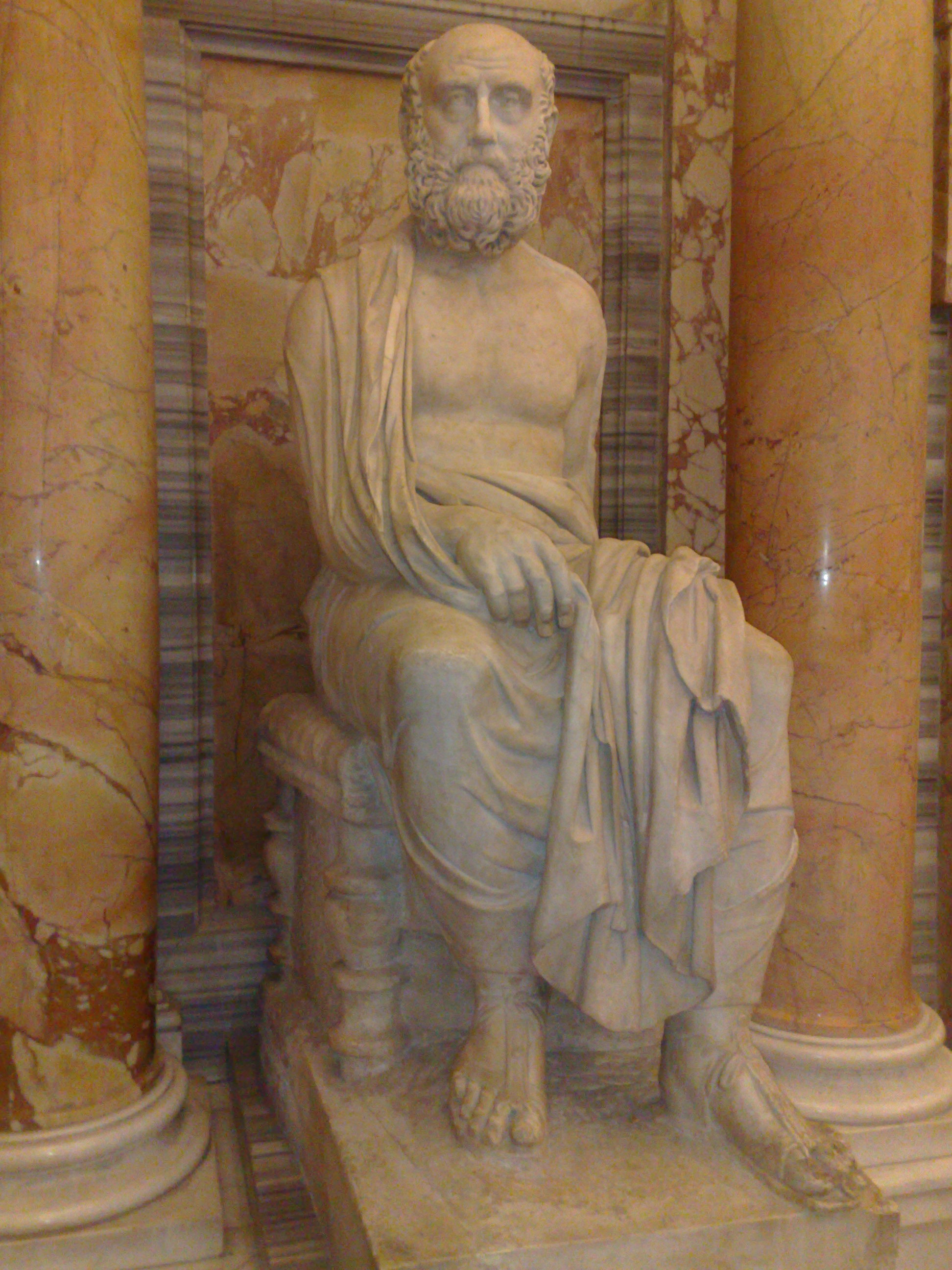
آریستید (Aristides) سردار و مرد سیاسی بزرگ آتن بود که لقب عادل داشت.

دهه ۴۶۰ (پیش از میلاد) ۴۶مین دهه قبل از مبدا شروع تقویم میلادی است.